# La Sirène et le Poète
La Sirène et le Poète ou Le Poète et la Sirène est une huile sur toile de Gustave Moreau, destinée à servir de carton de tapisserie pour la manufacture des Gobelins. Unique projet de tapisserie de Gustave Moreau, cette toile avait suscité l'enthousiasme de ses contemporains dès son arrivée à la manufacture. Elle s'inspirait d'une toile de 1893 mais Moreau y avait fait des changements significatifs comme l'ajout de bordures, le changement d'arrière-plan et le changement de proportions et d'attitude de la sirène qui devient plus protectrice que prédatrice. Son style relève également des œuvres tardives de Gustave Moreau avec cette dissociation entre des couleurs à l'application très libre et des traits ajoutés par-dessus formant des motifs, comme c'est le cas sur la Salomé tatouée. L'œuvre est aujourd'hui conservée au musée Sainte-Croix de Poitiers.

## Historique

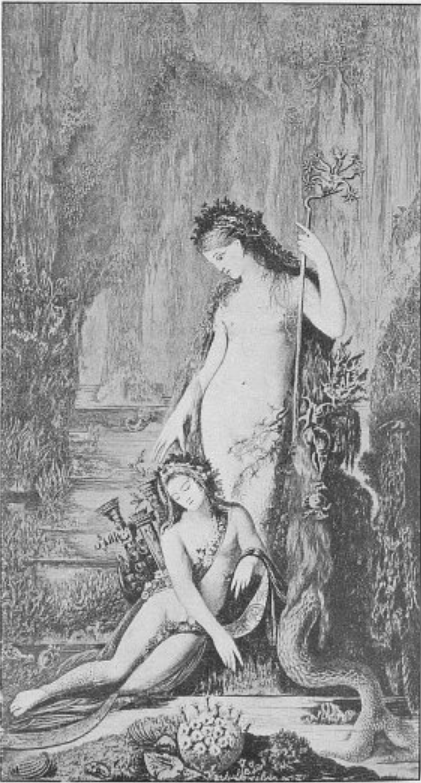
Émile Jean Sulpis d'après Gustave Moreau, La Sirène et le Poète, 1898.

Cette peinture de Gustave Moreau qui est à proprement parler un carton de tapisserie est la directe héritière d'une autre peinture, Le Poète et la Sirène, peinte en 1892 et retouchée pour le collectionneur Francis Warrain en 1893,. À l'Exposition universelle de 1889, Roger Marx souhaite que les Gobelins renouvellent l'art de la tapisserie et des commandes sont envoyées à Puvis de Chavannes, Cazin et Gustave Moreau. Seul Moreau répond favorablement à la commande d'État datée du 14 juin 1894 et Jules Guiffrey, nouvel administrateur des Gobelins, choisit la Sirène comme sujet de la tapisserie. Moreau prépare donc une version du tableau légèrement différente de l'originale, afin qu'elle serve de carton de tapisserie. Jules Guiffrey, s'impatiente face au retard pris par Moreau et multiplie les courriers adressés au peintre pour qu'il finisse sa toile. Le 24 février 1896, la toile à peine sèche est enfin achevée et livrée aux Gobelins et ceux qui ont le privilège de la voir dans l'atelier des Gobelins sont très enthousiastes. Le 30 avril 1896, Guiffrey propose à Moreau, alors que la première tapisserie n'est pas achevée, la réalisation d'un nouveau carton de tapisserie à partir du tableau Léda que Moreau lui avait montré. Mais Moreau meurt avant même que sa première tapisserie, celle de La Sirène et le Poète ne soit achevée, la réalisation prenant du temps en raison de sa complexité technique. L'œuvre est interprétée en gravure par Émile Jean Sulpis en 1898. La tapisserie n'est achevée que le 15 février 1900 et présentée dans la foulée à l'Exposition universelle où Bouguereau à l'occasion de l'admirer et de la qualifier de « véritable chef-d'œuvre d'habileté professionnelle ». Le modèle et la tapisserie sont ensuite placés l'un à côté de l'autre au musée du Luxembourg à partir de 1901. Le tableau est transféré au Louvre le 30 juin 1934 puis acquis par le musée de Poitiers avant 1951 où il est désormais conservé,.

## Description
Dans l'ensemble, la composition reprend l'œuvre de 1893. On remarque tout d'abord que la scène se trouve entourée de larges bordures à motifs antiques et médaillons. Concernant la scène en elle-même, on retrouve les deux protagonistes, le poète avec sa lyre au niveau de la hanche et la sirène, debout, qui pose sa main sur sa tête. On peut noter que le poète n'a plus la bouche ouverte et que ses jambes sont davantage visibles puisqu'elles ne sont plus noyées sous l'eau. La sirène, elle, a des proportions plus modestes et un œil moins menaçant. De plus, la main droite ne touche plus la tête du poète et sa main gauche se lève, on peut aussi noter un changement de coloration dans la chevelure. Le décor se trouve changé, les trouées lumineuses donnant sur le ciel disparaissent au profit d'un arrière-plan pariétal. Enfin, la peinture de 1895 a une esthétique de l'inachèvement, une certaine liberté de facture.

## Interprétation

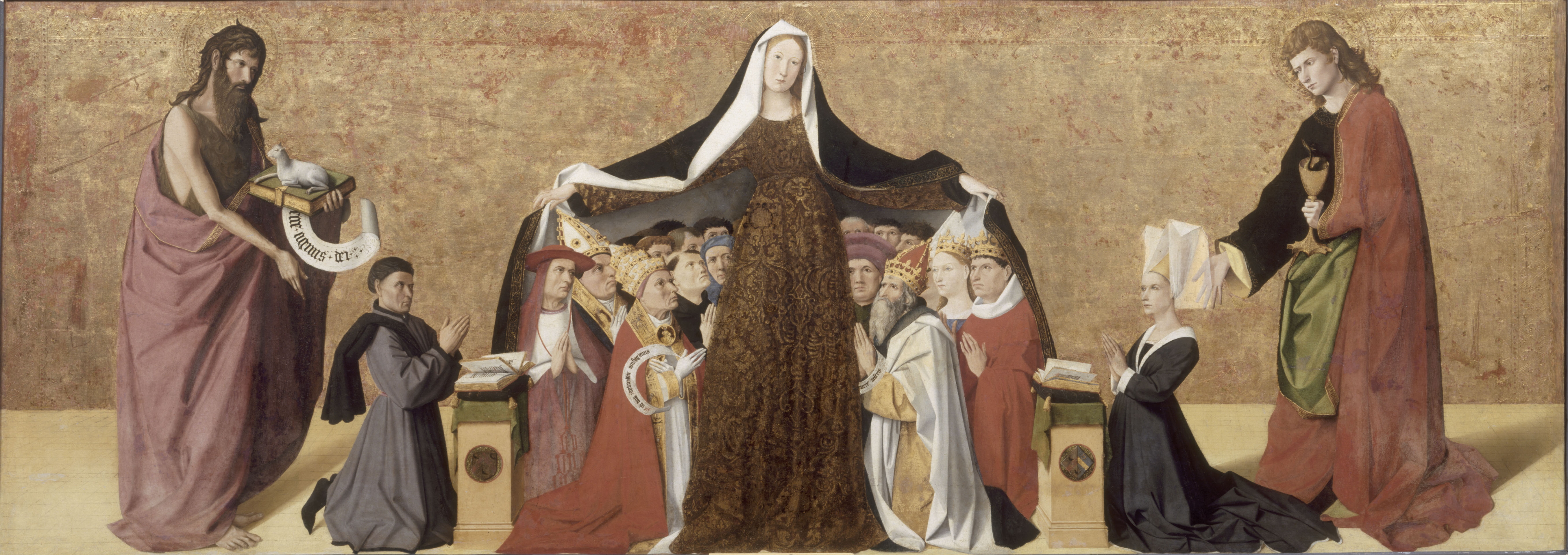
Enguerrand Quarton, La Vierge de miséricorde de la famille Cadard, 1452, Chantilly, Musée Condé.

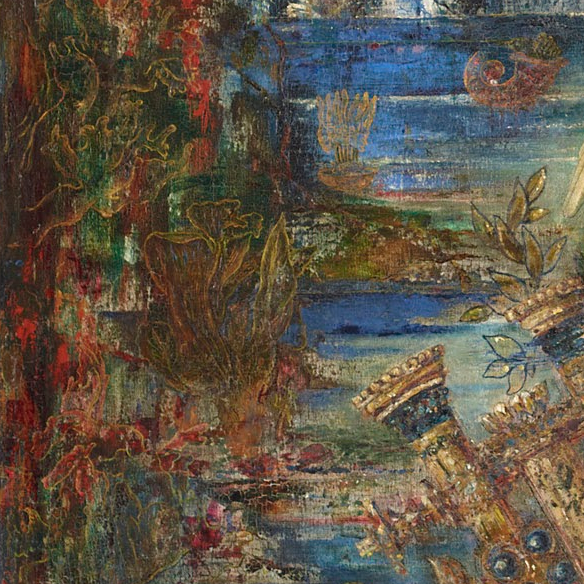
Gustave Moreau, La Sirène et le Poète (détail), 1895, Poitiers, musée Sainte-Croix.

Le changement de décor s'explique par les contraintes techniques imposées par la tapisserie, un fond lumineux aurait été trop complexe à reproduire. Cependant, le changement d'attitude des protagonistes modifie véritablement le sens du tableau. En effet, dans le premier tableau, la sirène est une géante qui s'inscrit pleinement dans la tradition de représentation des femmes géantes au XIXe siècle. Jusqu'à la deuxième moitié du XIXe siècle, la femme géante est une figure positive, notamment présente dans l'iconographie religieuse à travers la figure de la Vierge Marie prenant sous son manteau l'humanité tout entière comme on peut le voir ci-dessus avec La Vierge de miséricorde de la famille Cadard d'Enguerrand Quarton. Dans ce genre de composition, la femme se dresse au sommet d'une construction pyramidale sous laquelle se trouvent des êtres plus petits qu'elle. Or, dans la 2de moitié du XIXe siècle, la femme géante est une figure de domination terrifiante, toujours seule, symbolisant un éternel du féminin tandis que les hommes sont plus petits et souvent plusieurs. Sur la peinture de 1893 il n'y a qu'un homme mais il est significativement plus petit et la sirène se trouve ainsi être le sommet d'une composition pyramidale. De plus cette figure alanguie de poète se trouve être dominée par un regard terrifiant et hypnotique, celui d'un monstre impénétrable et séducteur,,. Sur le tableau de 1895, au contraire, la sirène a des proportions plus modestes et une attitude bienveillante envers le poète, elle semble protéger ce poète dont l'attitude, yeux et bouche clos, suggère qu'il est endormi,. Tout dans son attitude évoque une moindre agressivité, tant dans son geste que dans son regard qui est moins terrifiant. Ainsi de femme prédatrice dans la peinture de 1893, la sirène devient protectrice dans la peinture de 1895.
Touchant l'esthétique de l'inachèvement que l'on retrouve sur cette peinture de 1895, elle est typique des dernières années du peintre. Cette technique inédite qui ne trouve son origine dans aucune tradition académique laissait libre cours au premier jet qui se voyait par la suite surimposer un réticule graphique. Ce procédé déjà présent sur la Salomé tatouée se retrouve ici à travers les figurations de flore marine comme on peut le voir dans l'illustration ci-contre où on remarque que le dessin de cette flore vient se surimposer à des couleurs librement appliquées.

## Dossier génétique de l'œuvre

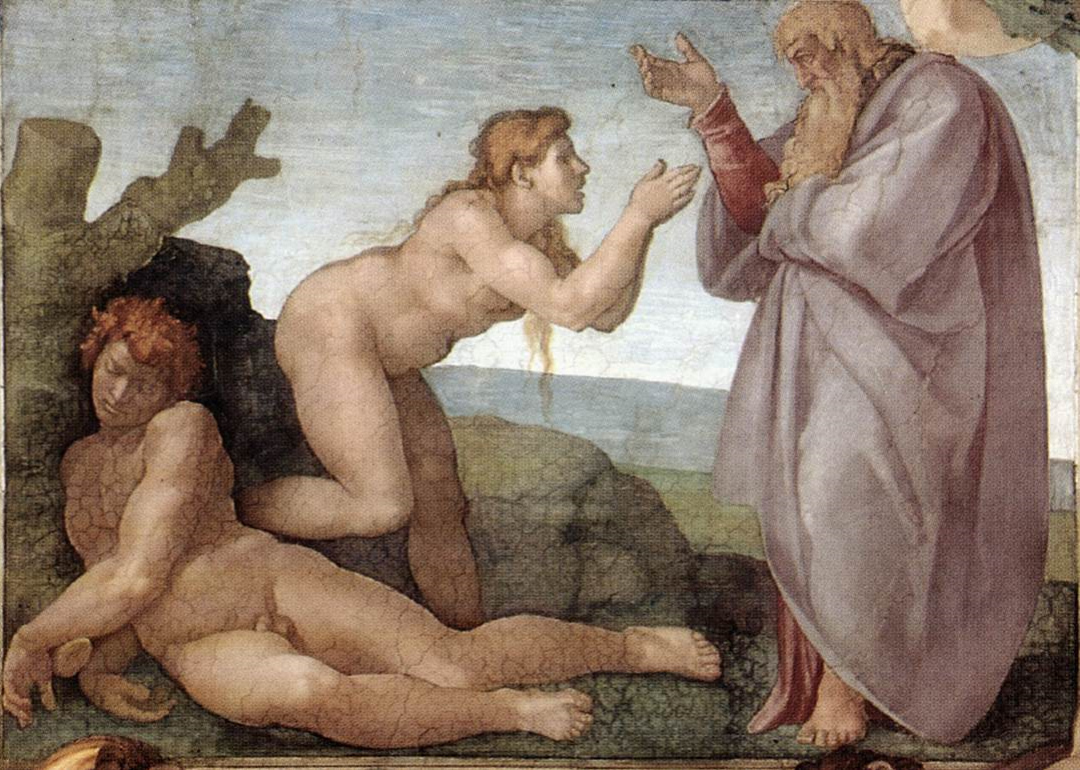
Michel-Ange, La Création d'Ève, 1509-1510, Rome, Chapelle Sixtine.

Cette œuvre fait l'objet d'études peintes et dessinées, conservées au musée Gustave Moreau. L'attitude du poète reprend celle d'Adam dans La Création d'Ève de Michel-Ange. Et pour cause, Moreau avait longuement étudié le plafond de la Chapelle Sixtine pendant deux mois lors de son séjour romain. La photo d'Henri Rupp ci-dessous est celle qui a servi de modèle pour la sirène, qui a d'ailleurs une pose presque identique sur le tableau de 1893. On peut également constater que sur l'esquisse colorée, la composition, bien que dotée de bordures proches de l'œuvre de 1895, propose encore une sirène géante des trouées lumineuses en arrière-plan. Cette position évolue au fil des études.

Études pour La Sirène et le Poète
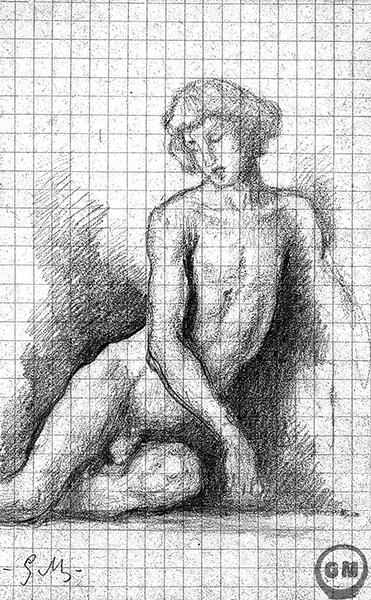
Gustave Moreau, Modèle masculin nu assis pour le Poète, c.1895, Paris, musée Gustave Moreau.
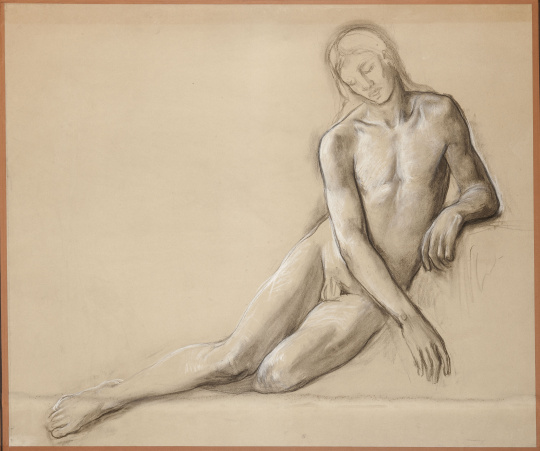
Gustave Moreau, Étude pour La Sirène et le Poète, c.1895, Paris, musée Gustave Moreau.
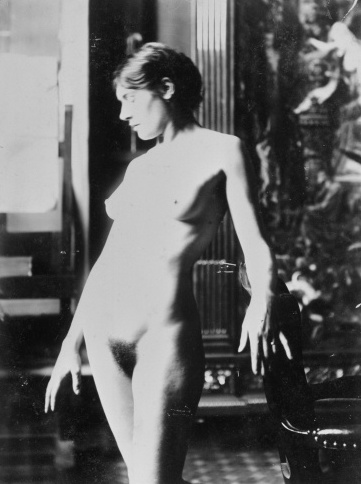
Henri Rupp, Modèle féminin debout dans l'atelier de Gustave Moreau, c.1893, Paris, musée Gustave Moreau.
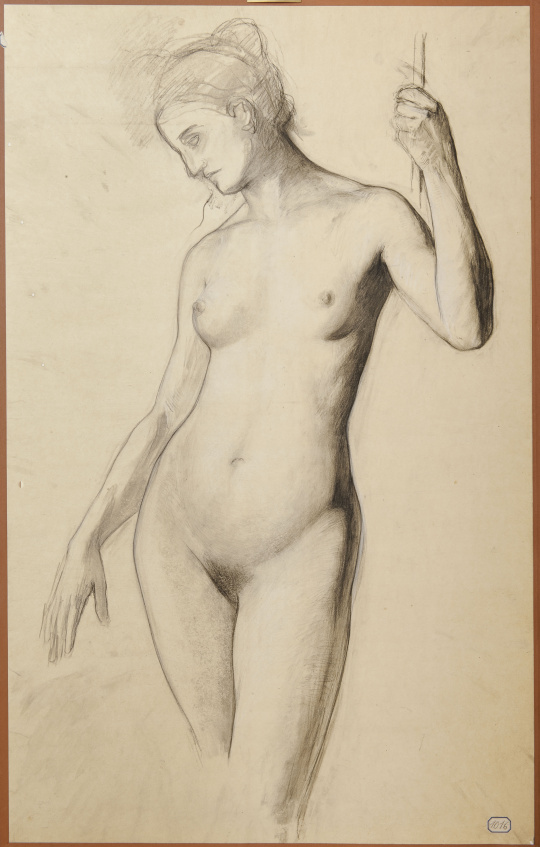
Gustave Moreau, Étude pour La Sirène et le Poète, c.1895, Paris, musée Gustave Moreau.
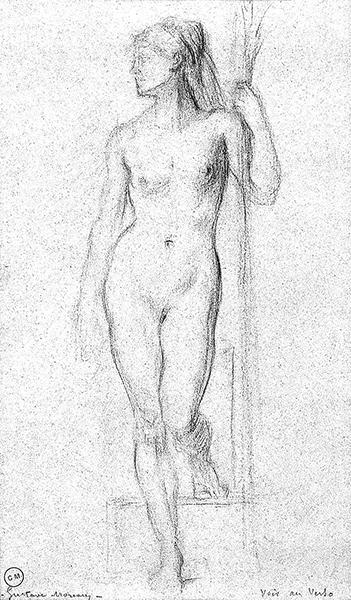
Gustave Moreau, Modèle féminin nu debout appuyé sur un bâton, c.1895, Paris, musée Gustave Moreau.
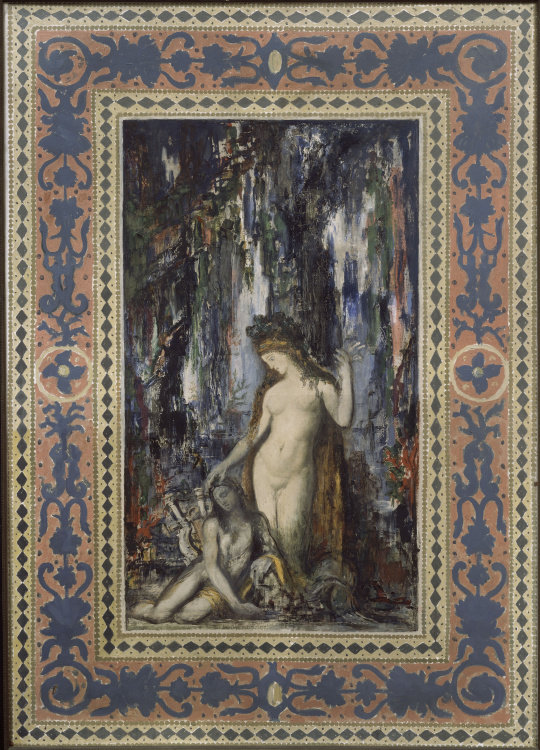
Gustave Moreau, Esquisse pour La Sirène et le Poète, c.1895, Paris, musée Gustave Moreau.
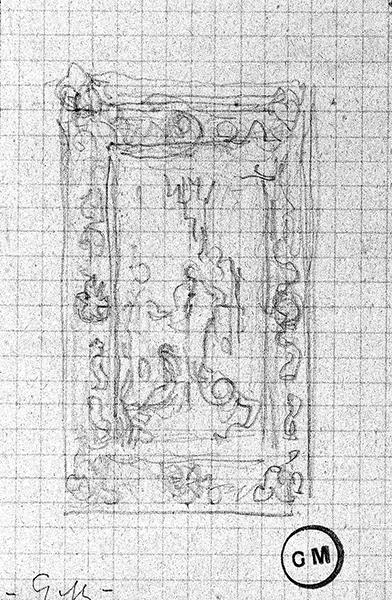
Gustave Moreau, Le Poète et la Sirène dans un cadre, c.1895, Paris, musée Gustave Moreau.
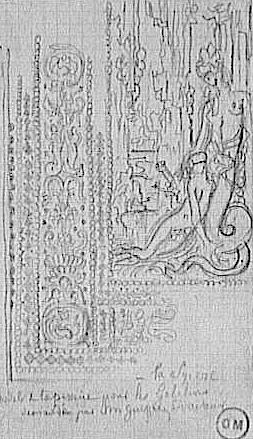
Gustave Moreau, étude de bordure pour Le Poète et la Sirène, c.1895, Paris, musée Gustave Moreau.
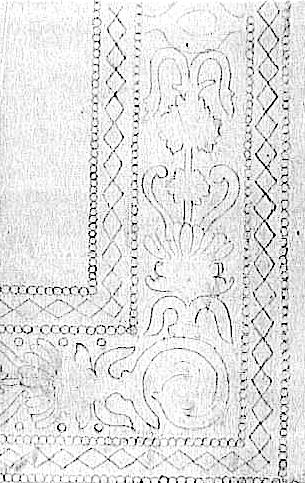
Gustave Moreau, étude de bordure pour Le Poète et la Sirène, c.1895, Paris, musée Gustave Moreau.
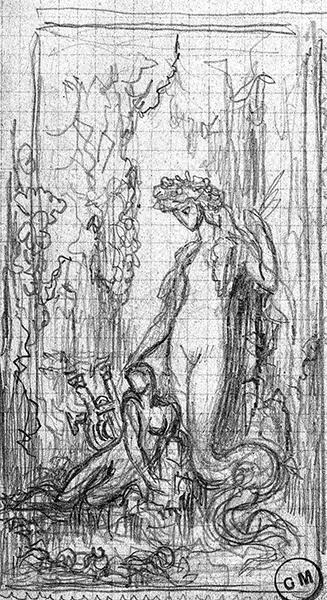
Gustave Moreau, Le Poète et la Sirène, c.1895, Paris, musée Gustave Moreau.
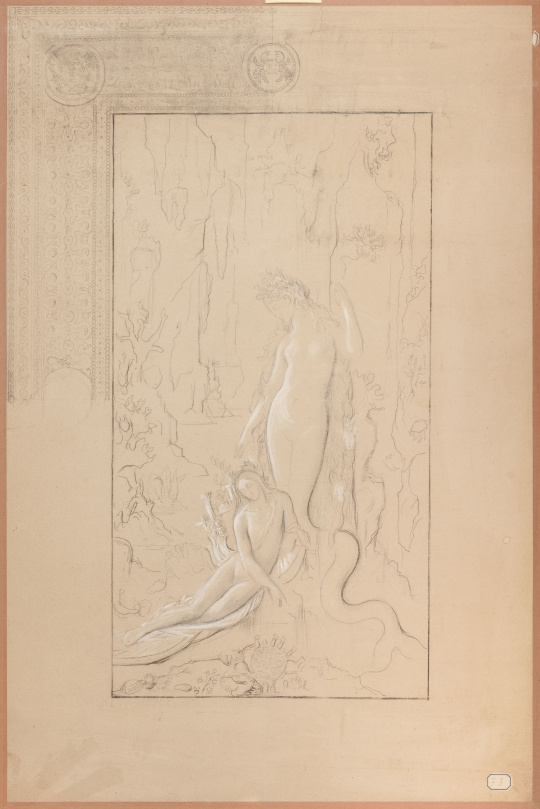
Gustave Moreau, étude pour Le Poète et la Sirène, c.1895, Paris, musée Gustave Moreau.